# Los Cabos
Los Cabos is een gemeente in de Mexicaanse deelstaat Baja California Sur. De hoofdplaats van Los Cabos is San José del Cabo. Los Cabos heeft een oppervlakte van 3.452 km² en 85.662 inwoners (census 2005).
Comondú · La Paz · Loreto · Los Cabos · Mulegé
- Gemeinsame Normdatei: 7688128-3
- Nationale Bibliotheek van Tsjechië: xx0121365
- Virtual International Authority File: 238818540